# Mindörökké Rock
A Mindörökké Rock egy 2012-ben bemutatott zenés film.

## Cselekmény
A 80-as évek közepén Los Angelesben van egy klub, ami a rock fellegvárának minősül és ott lép fel az akkori rockistenség, Stacee Jaxx (Tom Cruise). Ő az igazi ikon, az a sztár, aki már azzal tömeghisztériát vált ki, ha csak fellép a színpadra. Zenéjére tömegek tombolnak, ő pedig megállíthatatlanul söpör végig a színpadon. Eközben pedig egy kisvárosi lány, Sherrie aki Hollywoodban keresi az álmait, és egy városi srác Drew útjai is itt fonódnak össze
A rocklegendák történetét a Def Leppard, Joan Jett, a Journey, a Foreigner, a Bon Jovi, a Night Ranger, a REO Speedwagon, Pat Benatar, a Twisted Sister, a Poison, a Whitesnake és sok más halhatatlan banda zenéje festi alá.

## A filmben elhangzott dalok
1. "Paradise City" (Guns N' Roses) – Tom Cruise
2. "Sister Christian/Just Like Paradise/Nothin' but a Good Time" (Night Ranger/David Lee Roth/Poison) – Julianne Hough, Diego Boneta, Russell Brand és Alec Baldwin
3. "Juke Box Hero/I Love Rock 'n' Roll" (Foreigner/The Arrows) – Diego Boneta, Alec Baldwin, Russell Brand és Julianne Hough
4. "Hit Me with Your Best Shot" (Pat Benatar) – Catherine Zeta-Jones
5. "Waiting for a Girl (Boy) Like You" (Foreigner) – Diego Boneta és Julianne Hough
6. "More Than Words/Heaven" (Extreme/Warrant) – Julianne Hough és Diego Boneta
7. "Wanted Dead or Alive" (Bon Jovi) – Tom Cruise és Julianne Hough
8. "I Want to Know What Love Is" (Foreigner) – Tom Cruise és Malin Åkerman
9. "I Wanna Rock" (Twisted Sister) – Diego Boneta
10. "Pour Some Sugar on Me" (Def Leppard) – Tom Cruise
11. "Harden My Heart" (Quarterflash) – Julianne Hough és Mary J. Blige
12. "Shadows of the Night/Harden My Heart" (Pat Benatar/Quarterflash) – Mary J. Blige és Julianne Hough
13. "Here I Go Again" (Whitesnake) – Diego Boneta, Paul Giamatti, Julianne Hough, Mary J. Blige és Tom Cruise
14. "Can't Fight This Feeling" (REO Speedwagon) – Russell Brand és Alec Baldwin
15. "Any Way You Want It" (Journey) – Mary J. Blige, Constantine Maroulis és Julianne Hough
16. "Undercover Love" – Diego Boneta
17. "Every Rose Has Its Thorn" (Poison) – Julianne Hough, Diego Boneta, Tom Cruise és Mary J. Blige
18. "Rock You Like a Hurricane" (Scorpions) – Julianne Hough és Tom Cruise
19. "We Built This City/We're Not Gonna Take It" (Starship/Twisted Sister) – Russell Brand ésd Catherine Zeta-Jones
20. "Don't Stop Believin'" (Journey) – Julianne Hough, Diego Boneta, Tom Cruise, Alec Baldwin, Russell Brand, Mary J. Blige és Catherine Zeta-Jones
21. "Paradise City" (Guns N' Roses) – Tom Cruise
22. "Rock You Like a Hurricane" (Scorpions) – Julianne Hough és Tom Cruise